# Horquilla (peluquería)

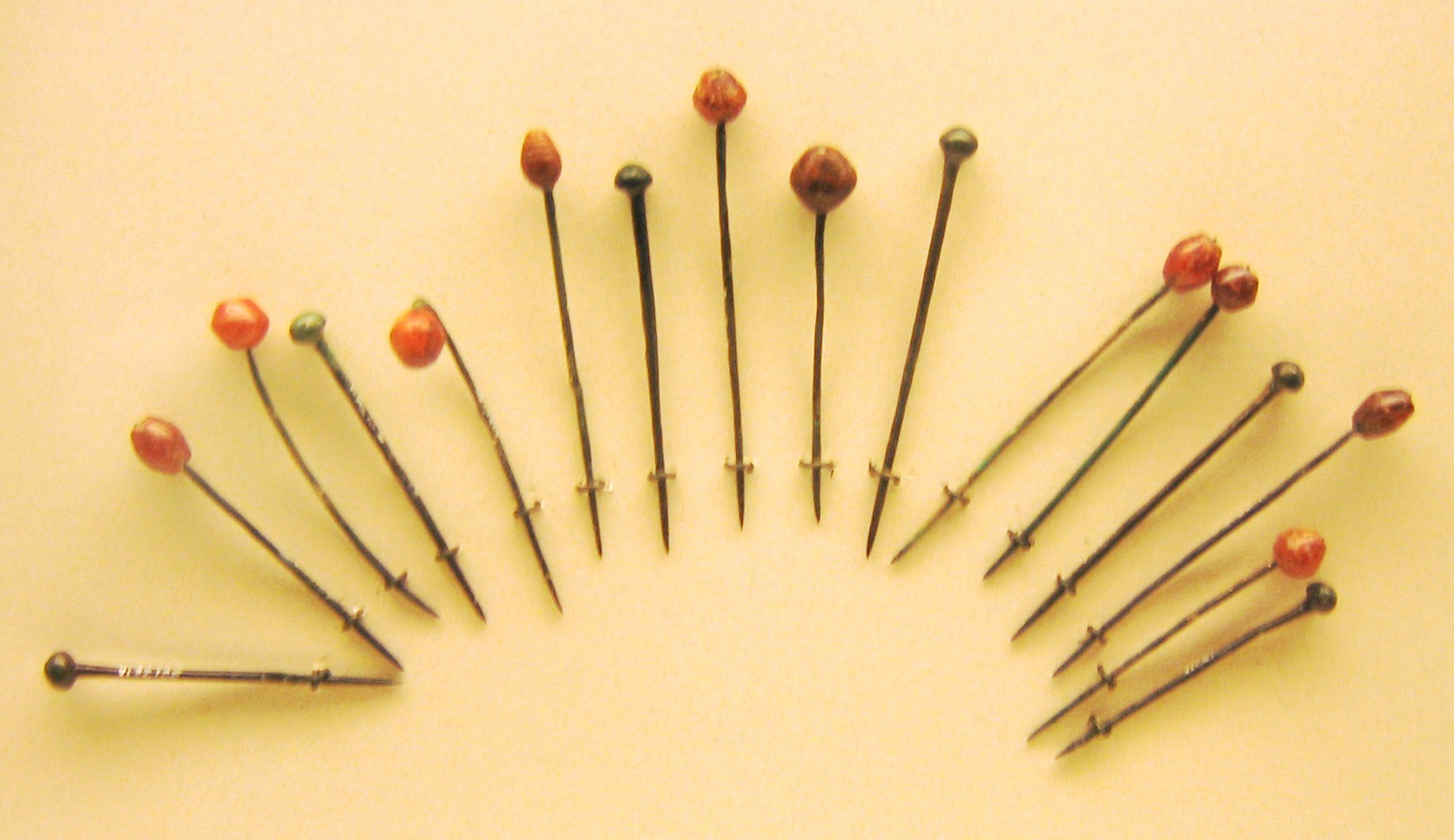
Horquillas para el cabello de c. 600 a. C.

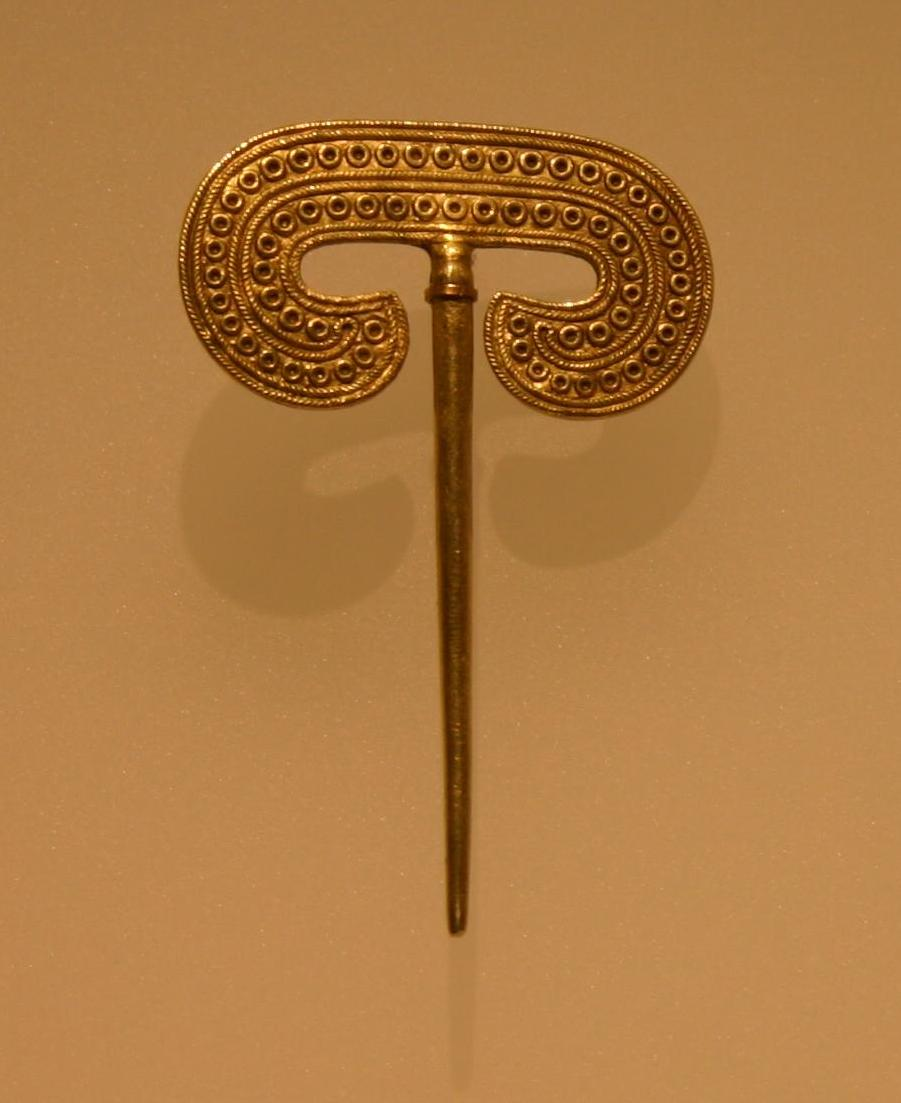
Horquilla dorada de la Cólquida

Una horquilla para el cabello es un elemento largo utilizado para sostener el cabello de una persona en su lugar. Puede usarse simplemente para asegurar que el cabello largo quede a un lado para mayor comodidad o como parte de un peinado más elaborado. La evidencia más temprana de adornos para el cabello se localiza en las estatuillas de Venus, como la dama de Brassempouy y la Venus de Willendorf. La creación de diversos peinados, especialmente entre las mujeres, parece ser común a todas las culturas y épocas y numerosas sociedades del pasado y de la actualidad emplean estos accesorios.
Las horquillas para el cabello utilizados en Asiria y el Antiguo Egipto eran de materiales como metal, marfil, bronce, madera tallada, entre otros. Su función era sostener peinados elaborados. Estos elementos sugieren, como muestran las tumbas, que fueron objetos de lujo entre los egipcios y luego entre los griegos, los etruscos y los romanos. En 1901, Ernest Godward, originario de Nueva Zelanda, inventó el pin espiralado, un instrumento que le trajo gran éxito y que fue el predecesor de la horquilla moderna.
La horquilla puede tener un propósito estético —si está decorado como una joya y tiene ornamentos— o puede ser simplemente utilitario —casi invisible, empleado para dejar el cabello acomodado en su lugar—. Algunos consisten en un simple alfiler, pero las versiones modernas presentan cables de diversas longitudes que pueden doblarse por la mitad, con un extremo terminado en forma de U y pequeñas dobleces en el otro. Estos accesorios suelen tener un tamaño de cinco a quince cm de largo, esto permite que sean colocados en varios estilos de peinados. Estas dobleces permiten sostener el alfiler al realizar movimientos. Kelly Chamandy patentó un alfiler para el cabello en 1925.

## En la cultura china
Las horquillas para el cabello, conocidas como fa-zan —en chino, 髮簪— son un importante símbolo en la cultura china. En la Antigua China, ambos sexos las utilizaban, dado que eran elementos esenciales para el peinado diario, sobre todo para asegurar y decorar un moño. Además, los alfileres de las mujeres representaban su estatus social.
En la cultura Han, cuando las niñas llegaban a los quince años, participaban de un rito iniciático llamado ji li —en chino, 筓禮— es decir, «iniciación del alfiler para el cabello». Esta ceremonia marcaba la mayoría de edad de las jóvenes. Particularmente, antes de los quince, las mujeres no usaban estos accesorios, ya que llevaban el cabello trenzado y se las consideraba niñas. En cambio, tras la ceremonia, eran consideradas mujeres y comenzaban a peinarse con moños asegurados por un alfiler. Esta práctica indicaba que ya podían casarse. Sin embargo, si una mujer no se casaba antes de los veinte, o no había pasado por dicha ceremonia, debía realizar el ritual a dicha edad.
La ceremonia equivalente para los varones se denominaba guan li —en chino, 冠禮— es decir, «iniciación del sombrero» y tenía lugar a los veinte años. En el siglo XXI, el movimiento Hanfu, que pretende revitalizar las ceremonias tradicionales, propone que la edad ideal para llevar a cabo estos ritos es a los veinte. Si bien los alfileres pueden representar la transición de la infancia a la adultez, están también íntimamente ligados al matrimonio. En el momento del compromiso, la prometida tomaba el alfiler de su cabello y se lo entregaba a su prometido como garantía. Esto puede ser visto como una inversión de la tradición occidental, según la cual el futuro novio le entrega un anillo de compromiso a su prometida. Tras la boda, el marido le colocaba de nuevo el alfiler a su esposa en el cabello. 
El cabello siempre ha conllevado numerosos significados psicológicos, filosóficos, románticos y culturales en la cultura china. Entre la etnia Han, las palabras jie-fa —en chino, 結髮— significan literalmente «cabello atado» y se usan para referirse a la unión de dos personas. Durante la ceremonia nupcial, algunas parejas chinas intercambian un mechón de cabello como prueba de amor, y otras parten en dos una horquilla, cuyas partes luego conserva cada uno. Si en algún momento la pareja se separa, al reunirse, las dos mitades del alfiler funcionan como prueba de la identidad y símbolo del reencuentro. A veces, se utilizan las palabras jie-fa fu-qi —en chino, 結髮夫妻— para referirse a una pareja casada; estos términos implican que su unión es íntima y feliz, como cabellos que se encuentran recogidos juntos. 

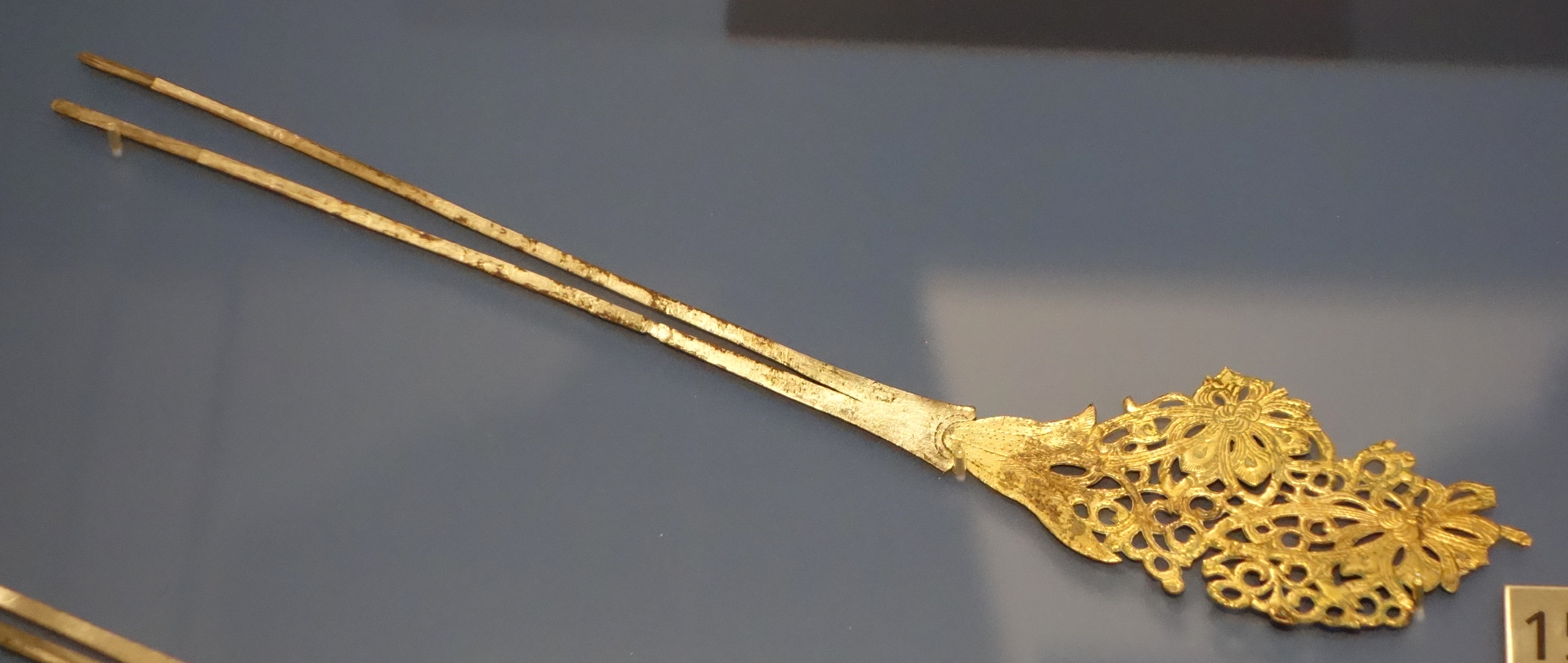
Horquilla de la dinastía Tang (618–907)
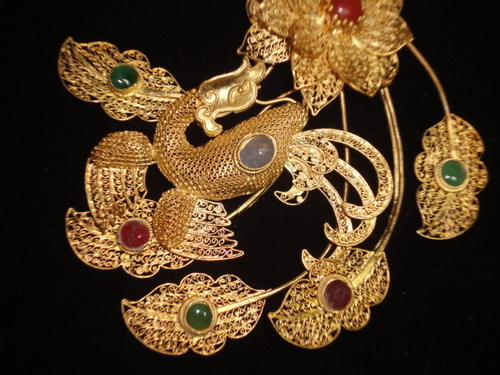
Horquilla de la dinastía Ming (1368–1644).
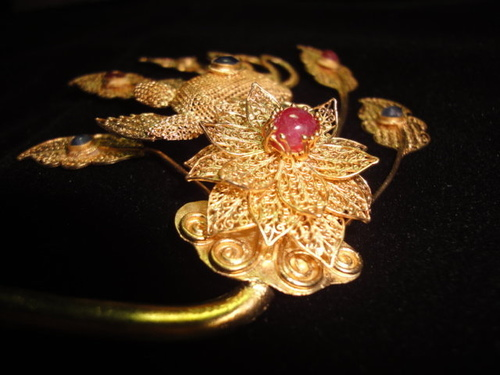
Horquilla de la dinastía Ming (1368–1644).
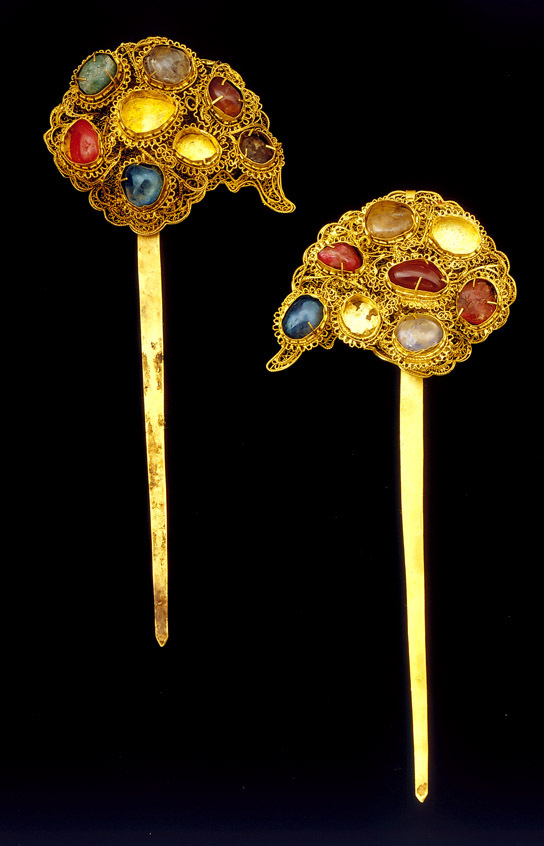
Horquillas de la dinastía Ming, siglo XV.
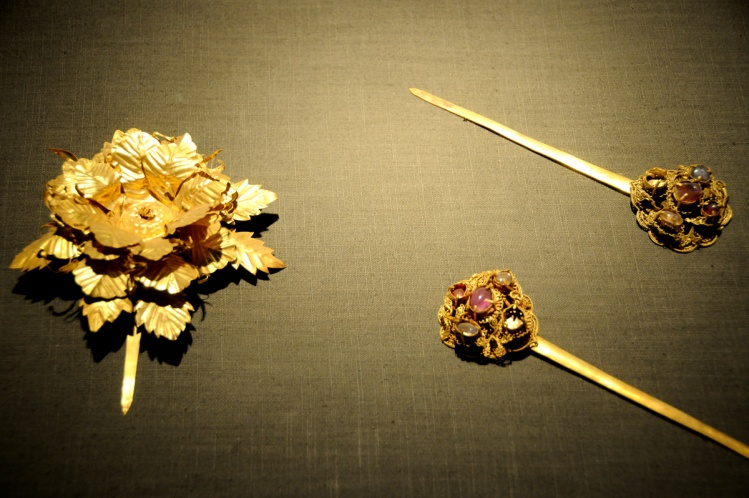
Horquillas de la dinastía Ming, siglo XV.
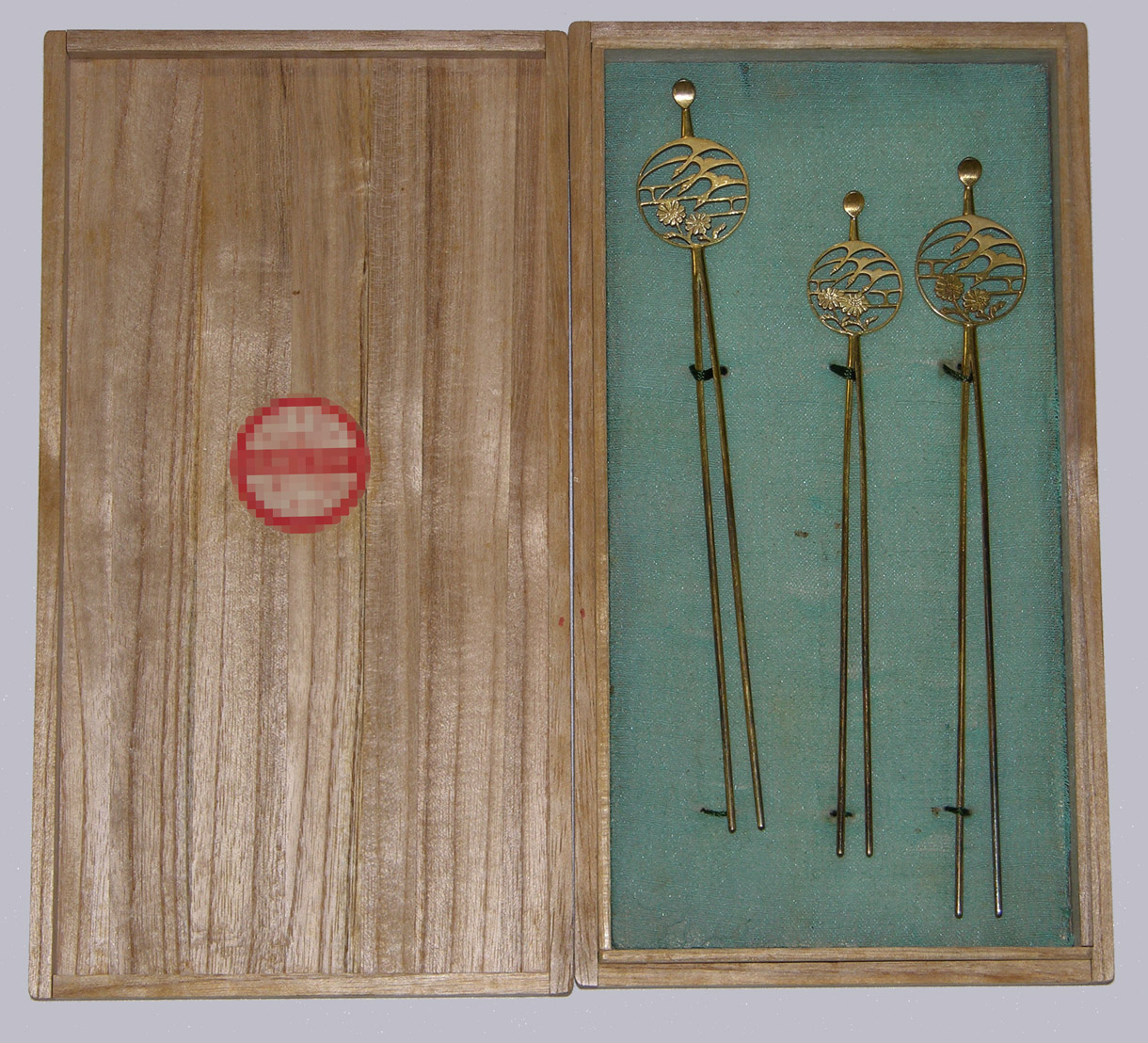
Horquillas de Japón, época desconocida.
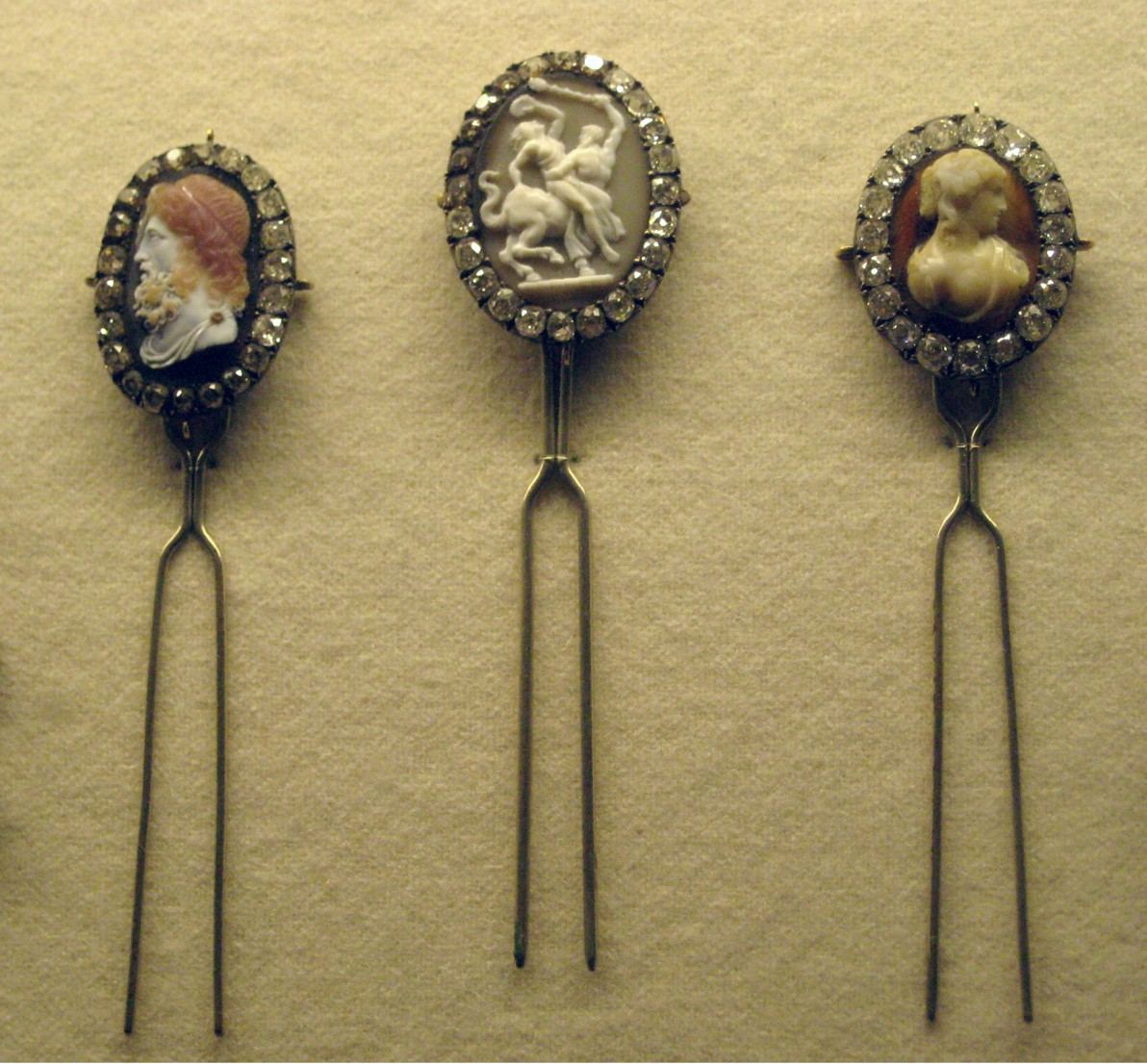
Horquillas rusas, de Moscú, probablemente del siglo XVIII o XIX.